# Gussform

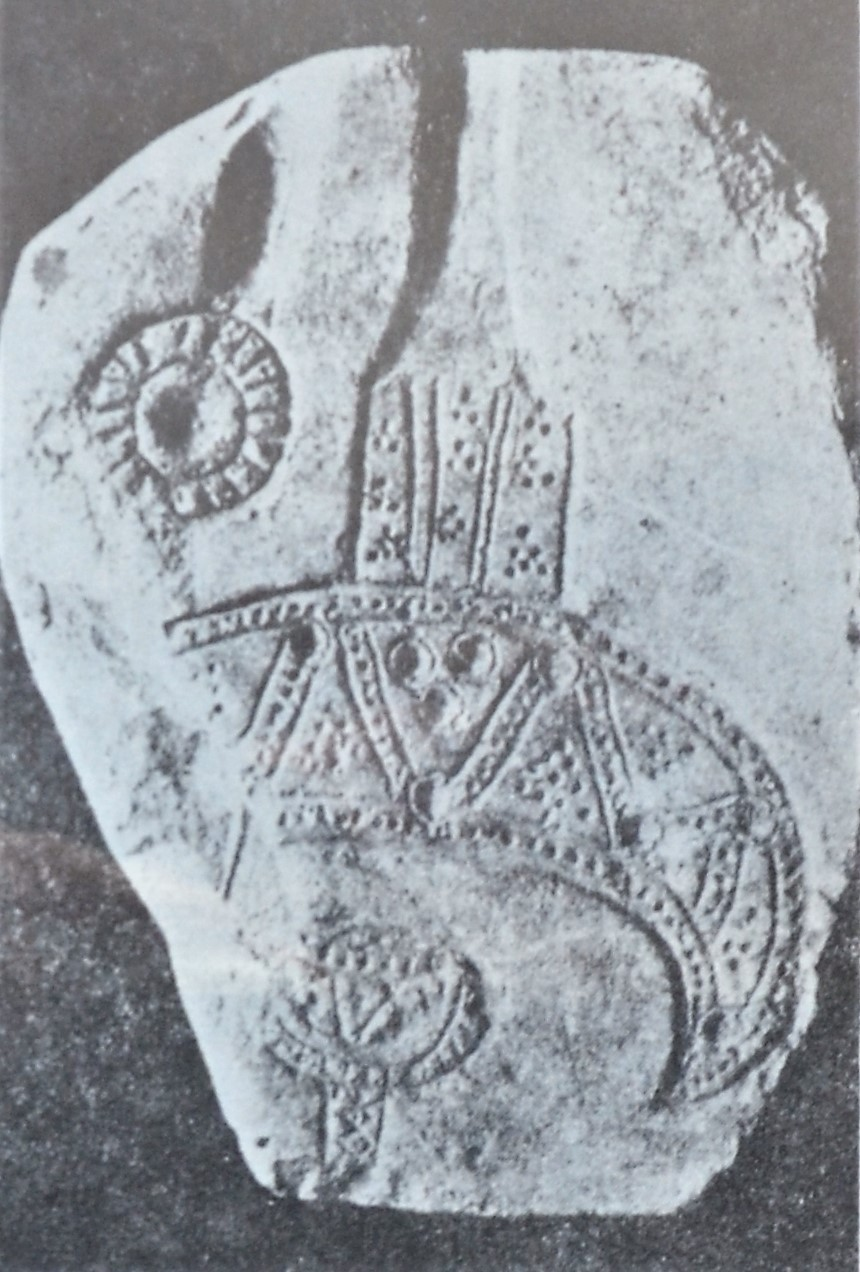
Formhälfte zum Gießen von Silberschmuck. Oben sind die zwei Öffnungen zum Eingießen zu erkennen.

Eine Gussform, Gießform oder kurz Form ist in der Gießerei ein Hohlkörper, in den die flüssige Schmelze gegossen wird, dort erstarrt und somit anschließend die Innenkontur als äußere Gestalt annimmt. Es wird unterschieden zwischen verlorenen Formen und Dauerformen:
- Verlorene Formen werden zerstört, um die Gussstücke zu entnehmen. Das Material, aus dem sie bestehen, wird als Formstoff bezeichnet. Meistens handelt es sich dabei um Sand (Sandgussverfahren), beim Feingießen auch um Keramik. Die verlorenen Formen werden mit Modellen gebaut.
- Dauerformen werden mehrfach abgegossen. Sie bestehen häufig aus Stahl (Kokillen), genutzt wird aber auch Keramik. Wichtige Gießverfahren mit Dauerformen sind das Kokillengießen, Druckgießen, Stranggießen, Thixocasting, Squeeze Casting, Schleudergießen und Niederdruckgießen.

Formen können einseitig offen sein, etwa für Barren, vollständig geschlossen für den Formguss oder zweiseitig offen für das Stranggießen und Schleudergießen. Vollständig geschlossene Formen bestehen meist aus zwei Formhälften. Bei Dauerformen werden sie nach dem Erstarren des Gussteils getrennt, um es zu entnehmen. Sandformen sind geteilt, um das Modell entnehmen zu können. Die Teilung ist auch nötig, um vor dem Abguss Kerne einlegen zu können, mit denen hohle Gussteile gefertigt werden können. Formen beim Feingießen sind ungeteilt.